# Aucoumea klaineana
Aucoumea klaineana là một loài thực vật có hoa trong họ Burseraceae. Loài này được Pierre mô tả khoa học đầu tiên năm 1896.